# The Family Sign
Albums de Atmosphere
To All My Friends, Blood Makes the Blade Holy: The Atmosphere EP's
(2010) Southsiders
(2014)
The Family Sign est le sixième album studio d'Atmosphere, sorti le 12 avril 2011.
L'album s'est classé 2e au Top Independent Albums, 3e au Top R&B/Hip-Hop Albums et  13e au Billboard 200.

## Liste des titres
| No  | Titre                      | Durée |
| --- | -------------------------- | ----- |
| 1.  | My Key                     | 4:20  |
| 2.  | The Last to Say            | 4:16  |
| 3.  | Became                     | 4:45  |
| 4.  | Just for Show              | 3:39  |
| 5.  | She's Enough               | 3:19  |
| 6.  | Bad Bad Daddy              | 3:33  |
| 7.  | Millennium Dodo            | 3:21  |
| 8.  | Who I'll Never Be          | 3:08  |
| 9.  | I Don't Need Brighter Days | 4:05  |
| 10. | Ain't Nobody               | 3:17  |
| 11. | Your Name Here             | 3:37  |
| 12. | If You Can Save Me Now     | 3:52  |
| 13. | Something So               | 3:41  |
| 14. | My Notes                   | 2:18  |

| 15. | Millennium Dodo 2 | 3:56 |
| 16. | Cut You Down      | 4:14 |